# Dragonfly (filme)
Dragonfly é um filme estadunidense de 2002, gênero suspense, dirigido por Tom Shadyac, com trilha sonora de John Debney e fotografia de Dean Semler.

## Sinopse
Como chefe do serviço de emergência do Hospital Chicago Memorial, Dr. Joe Darrow (Kevin Costner) é um respeitado especialista em traumas e triagem, mas seu conhecimento profissional proporciona pouco conforto quando uma tragédia tira a vida de sua mulher. Também médica, Emily Darrow (Susanna Thompson) estava em uma missão beneficente quando morreu num acidente de ônibus em uma remota montanha da Venezuela. Eles haviam discutido quando ela decidira fazer a viagem e agora Joe só pode imaginar o pior quando pensa em seus momentos finais.
Seis meses depois de sua morte, o corpo de Emily ainda não foi encontrado e Joe está transtornado. Seu comportamento profissional começa a falhar conforme ele faz maratonas de plantão de 20 horas, sete dias por semana. Sua atitude cada vez mais estranha faz o administrador do hospital Hugh Campbell (Joe Morton) obrigá-lo a tirar um tempo de descanso para recuperar-se.
Apesar dos esforços de amigos carinhosos, da família e da vizinha Miriam Belmont (Kathy Bates), Joe permanece isolado por um luto não expressado. Lembranças de Emily estão em todos os lugares, entre elas, imagens de libélulas, seu talismã, devido a uma marca de nascença em seu ombro. Uma noite, sozinho em casa, Joe fica assombrado quando o precioso peso de papel de libélula de Emily cai da cabeceira da cama, quase como se tivesse sido empurrado.
A inquietação de Joe aumenta quando ele visita antigos pacientes de Emily no hospital oncológico pediátrico. Joe prometeu ver as crianças quando Emily partiu para a Venezuela, e quando ele as encontra, fica surpreeendido com o que sabem sobre ele e sua vida. Para elas, ele não é um médico atormentado do setor de emergência, mas sim o Joe de Emily.
Joe fica particularmente impressionado com Jeffrey, um menino que esteve várias vezes perto da morte, mas sobreviveu. Ele diz ter visto Emily "dentro de um arco-íris" e que ela tentava se comunicar com Joe. Então outra criança volta depois de estar à beira da morte e conta uma história incrivelmente semelhante, e, como Jeffrey, torna-se obcecada por desenhar uma misteriosa forma abstrata logo que recupera a consciência. A estranha forma começa a aparecer em outros contextos do mundo de Joe, como uma mensagem para que ele olhasse além das respostas comuns a seus questionamentos.
Tais questionamentos fazem todos se sentirem desconfortáveis, exceto a Irmã Madeline (Linda Hunt), uma freira católica, que havia estudado as profundezas obscuras das experiências de pessoas que estiveram perto da morte. Demitida do hospital depois de uma matéria sensacionalista sobre seu trabalho, ela ajuda Joe a ver que ele não está ficando louco. Enquanto outros dizem a ele para limpar os armários, esvaziar as gavetas e seguir sua vida, a Irmã Madeline entende que Joe e Emily podem ter assuntos pendentes e que nenhum dos dois descansará até resolvê-los.
Com essa firme ideia em mente, Joe consegue finalmente dar o passo seguinte em sua vida, usando a fé e não os fatos como guia. E esse passo simplesmente mudará a sua vida para sempre.

## Elenco
- Kevin Costner
- Izabela Saints
- Susanna Thompson
- Alison Lohman
- Kathryn Erbe
- Linda Hunt
- Kathy Bates
- Joe Morton
- Matt Craven